# NKT Holding
NKT A/S (раніше NKT Holding A/S) — це промислова холдингова компанія, яка займається силовими кабелями та проводами, а також оптичними компонентами, лазерами та кришталевими волокнами.
Компанія працює з 1898 року і зареєстрована на Копенгагенській фондовій біржі. У 1991 році компанія була реструктуризована як холдингова компанія, що фокусується на основному бізнесі з міжнародним потенціалом.
У компанії працює додаток. 3700 по всьому світу з виробничими потужностями в 10 європейських країнах.
NKT A/S працює у двох основних сферах бізнесу:
- NKT — силові та енергетичні кабелі
- NKT Photonics — оптичні лазери, кристалічні волокна та волоконно-оптичні сенсорні рішення

## Історія
Компанія була заснована в 1891 році Х. П. Пріором, який згодом став головою ради промисловості Данії під назвою «Nordisk Elektrisk Ledningstraad og Kabel-Fabrik». Він швидко розширився, купуючи інші компанії, і в 1898 році отримав назву «Nordiske Kabel og Traadfabriker».
Протягом наступних понад 90 років компанія працює в ряді галузей поза кабельною промисловістю, включаючи скло, алюміній, сталь, цвяхи, кріплення тощо, в першу чергу для датського ринку.
У 1990 р. Встановлюється поточна структура компаній, і протягом наступних 10 років починається злиття та продаж декількох компаній у портфелі з метою зосередити увагу на меншій кількості основних бізнесів, що мають великий міжнародний потенціал. Протягом останнього десятиліття компанія продовжувала цей шлях, заснований філософією «найкращого власника», де Холдинг НКТ забезпечує своєрідний промисловий дім для кожного суб'єкта господарювання до тих пір, поки він не буде готовий до подальшого розвитку та зростання за умови «кращої» власності . Таким чином, холдинг NKT продав виробника електророзподілу Lauritz Knudsen Schneider в 1999 році, виробника напівпровідників GIGA Intel у 2000 році та виробника підводних труб NKT Flexibles у листопаді 2012 року.
У вересні 2016 року рада директорів NKT оголосила про намір розділити NKT Holding A/S на дві окремо перелічені компанії — NKT (включаючи NKT Photonics) та Nilfisk, як наслідок придбання бізнесу ABB HV Cables. Розкол відбувся 12 жовтня 2017 року.

## Сфери бізнесу
NKT A/S розділений на дві основні галузі бізнесу: силові кабелі та дроти під торговою маркою NKT та фотоніка під NKT Photonics.

### NKT
NKT (раніше nkt-кабелі) виробляє силові кабелі та аксесуари для силових кабелів для морського енергетичного сектору. NKT є operatiobg зі штаб-квартирою в Копенгагені, Данія, і працює в усьому світі з твердинею в Європі. . Стратегічним напрямком діяльності компанії є інфраструктура електроенергетики для офшорних вітроелектростанцій та наземних електромереж. Інші основні напрямки — це кабельні комунікації для будівництва та будівельних проводів.
NKT був заснований данцем Гансом Пітером Пріором в 1891 році і став котируваною компанією на Копенгагенській фондовій біржі в 1898 році. Протягом наступних 90 років компанія стала однією з найбільших промислових компаній Данії, зосередившись на виробництві кабелів, а також на електроенергії, телекомунікаціях та металеві вироби для датського ринку. Коли структура компанії була змінена в 1991 році, NKT продовжував діяти як група бізнесу в рамках групи NKT.
У 1960-х компанія NKT розпочала переробку брухту з виробництва кабелю на своєму заводі в Стенліллі, Данія. Компанія представила безсвинцеві кабелі та галогенні та ПВХ-кабелі як частину оновленої екологічної спрямованості в 1990-х.
У 1999 році NKT придбала німецького виробника кабелів Felten & Guilleaume, подвоївши виробничі потужності та додавши підприємства в Чехії, Китаї та Австрії. Згодом штаб НКТ переїхав до Кельна. У 2013 році компанія NKT придбала шведського виробника кабелів Ericsson Cables у місті Фалун, Швеція.
У 2017 році NKT придбала шведсько-швейцарського виробника високовольтних кабелів, ABB HV Cables від групи ABB, включаючи високовольтну станцію в Карлскруні та кабелепровідне судно NKT Victoria, а також офіси в Карлскроні, Алінгсасі та частину офісів у Мальме, Роттердам та Мангейм.

### Фотоніка НКТ
NKT Photonics працює з низкою технологічно вдосконалених продуктів та рішень в рамках технології оптичного волокна. Основна увага дочірньої компанії — це обробка зображень та метрологія, зондування та енергія та обробка матеріалів.
Штаб-квартира NKT Photonics розташована в Біркероді, Данія, і є відокремленим поточним і колишнім дочірніми компаніями NKT і результатом участі NKT в оптичних комунікаціях, починаючи з 1980-х. Сьогодні NKT Photonics продає НДДКР промисловому ринку, співпрацюючи, наприклад, з Leica та Horiba Scientific щодо волоконно-лазерних технологій.

## Міжнародні операції
NKT A/S присутній у всьому світі і має виробничі потужності в Данії, Німеччині, Швеції, Норвегії, Польщі, Чехії, Нідерландах, Швейцарії та Англії.

## Члени ради директорів NKT A/S
- Йенс Дуе Олсен, голова ради директорів
- Рене Свендсен-Тюн, заступник голови ради директорів
- Йенс Маоле
- Ютта аф Розенборг
- Карла Ліндал
- Андреас Науен